# Cervecería Unión
Cervecería Unión S.A. Es una empresa constituida oficialmente en 1931, con sede en Itagüí Antioquia, Colombia. Esta empresa se dedica a la producción de bebidas de cervezas, maltas y jugos, es una filial de la Cervecería Bavaria.

## Historia
El 9 de diciembre de 1901 se establece la sociedad anónima Cervecería Antioqueña con domicilio en la ciudad de Medellín, Colombia, fundado por un grupo de empresarios privados. Su objetivo era «fabricar cerveza, de la mejor calidad, con los elementos necesarios para constituir una bebida nutritiva, higiénica y agradable». Su primer gerente fue don Luis M. Mejía Álvarez. En 1902 empezó a distribuir y vender sus productos.
El 21 de enero de 1905, se liquida Cervecería Antioqueña y se establece la sociedad anónima Cervecería Antioqueña Consolidada con sede en Itagüí, Colombia, empresa que adquiere los equipos y elementos de producción que pertenecían a la sociedad disuelta. Su primer gerente fue don Carl Bimberg. Sus marcas: "Clara", "Oscura", "La Lager", "Pilsen", "Munchener", "Guapa", "Maltosa" y "Antioqueña Clara".
Cervecería Libertad inició negocios en Medellín, el 14 de julio de 1925. Su primer gerente fue don José María Bernal B. El edificio fue construido especialmente para la fábrica y se montó con la tecnología más moderna de la época, importada de Alemania y el técnico cervecero, Paul Gallasch, era alemán. Fue de las primeras fábricas automatizadas y su producción se distribuía en las zonas de Antioquia, Santander y Caldas. Sus productos líderes eran las cervezas: "Espiga", "Bohemia" y " Buena", además de cerveza sifón y "Malta". Todas ellas elaboradas con materias primas importadas. La cerveza Espiga fue premiada con el Diploma de Gran Premio y Medalla de Oro (Vermeil) en la Exposición Feria Internacional, en Roma (Italia), 1926-27
El 28 de mayo de 1930 se creó la sociedad anónima Cervecería Unión de la fusión de Cervecería Antioqueña Consolidada y Cervecería Libertad. Su razón social se modificó en 1931 por Cervecería Unión S.A. nombre que aún conserva. Su primer gerente fue don José María Bernal B. El logotipo de Cervecería Libertad se conservó, cambiando sólo la razón social. En un principio se siguieron produciendo las marcas de ambas Compañías, pero con el tiempo, se centraron en la "Pilsen", "Clarita" (Pilsen en botella de 1/6 de litro), "Malta" y " Maltica" (Malta en botella de 1/6 de litro).
En junio de 1994 Cervecería Unión S.A. se fusiona con Distribuidora Unión, Papeles y Edificaciones S.A., Ganadería e Inversiones Unión S.A. y Unión de Valores S.A.
En agosto de ese mismo año, Cervecería Unión S.A. se divide en dos sociedades: Cervecería Unión S.A. y Unión de Valores S.A. Hoy, Cervecería Unión S.A. (2015) es una de las 100 empresas más importantes de Colombia. Produce marcas propias como las cervezas Pilsen, Clarita y las bebida Malta . También produce y comercializa el jugo de frutas Tutti Frutti y el agua de mesa Brisa.

## Productos
- Cervezas
  - Pilsen
  - Clarita

- Bebidas de malta
  - Malta

- Agua envasada
  - Brisa